# Thierry Chopin
Pour les articles homonymes, voir Chopin (homonymie).
Thierry Chopin, né le 28 septembre 1972, est un politologue français spécialiste de l'Union européenne.
Il obtient son doctorat en sciences politiques à l'EHESS, sous la direction de Pierre Rosanvallon, Professeur au Collège de France, et son Habilitation à diriger des recherches (HDR) à Sciences Po.
Il est Visiting Professor au Collège d’Europe à Bruges; il enseigne également à Mines Paris - PSL (Corps des Mines).
Il est conseiller spécial à l'Institut Jacques Delors.
Il intervient régulièrement dans les médias au sujet de la politique européenne de la France et plus largement sur l'actualité politique européenne.
Il a enseigné à la Faculté de droit Jean-Monnet (Université Paris-Saclay), au Collège interarmées de défense (aujourd'hui l'École de Guerre) au Conservatoire National des Arts et Métiers (CNAM), à l’Université catholique de Lille (European School of Political and Social Sciences) et à Sciences Po. 
Il a été directeur des études de la Fondation Robert Schuman, un think tank français basé à Paris et à Bruxelles.
Il a été conseiller scientifique au Centre d’analyse stratégique (organisme rattaché directement au Premier ministre), consultant au Centre d’Analyse, de Prévision et de Stratégie (CAPS) du Ministère des Affaires Etrangères et du Développement International, expert associé au Centre de recherches internationales de Sciences Po (CERI) et Visiting Fellow à la London School of Economics (LSE).
Il a présidé le Comité de réflexion et de propositions pour la présidence française du Conseil de l'Union européenne, dont le rapport a été remis à Clément Beaune, secrétaire d’État chargé des Affaires européennes.